# Воткома
Воткома — река в России, протекает в Сокольском районе Вологодской области. Устье реки находится в 475 км по левому берегу реки Сухона. Длина реки составляет 10 км.
На всём своём протяжении течёт по обширному Рабаньгскому болоту, обеспечивая один из стоков из него в Сухону. Населённых пунктов на реке нет. В верхнем и среднем течении течёт на юг, в нижнем поворачивает на восток и около двух километров течёт параллельно Сухоне, прежде чем впадает в неё. Крупнейший приток — Кондоба (правый).

## Данные водного реестра
По данным государственного водного реестра России относится к Двинско-Печорскому бассейновому округу, водохозяйственный участок реки — Северная Двина от начала реки до впадения реки Вычегда, без рек Юг и Сухона (от истока до Кубенского гидроузла), речной подбассейн реки — Сухона. Речной бассейн реки — Северная Двина.
Код объекта в государственном водном реестре — 03020100312103000006936.